# Питербюрен
Питербюрен (нидерл. Pieterburen) — деревня общины Де-Марне в провинции Гронинген на севере Нидерландов. Население в 2011 году составляло 375 человек.
Находится на севере провинции Гронинген, традиционно называемом «Верхние земли» или по-голландски Hoogeland.
Впервые упоминается в 1371 году.
Известен, благодаря расположенному здесь научно-исследовательскому центру по реабилитации тюленей и старой ветряной мельнице De Vier Winden («Четыре ветра»).
В Питербюрене берёт начало проходящий с севера на юг через всю восточную Голландию пешеходный маршрут Питерпад (Pieterpad) общей протяжённостью 485 км.

## Достопримечательности
- Готическая церковь Святого Петра с органом
- Ботанический сад
- Старинная ветряная мельница De Vier Winden («Четыре ветра»)
- В 10 километрах к юго-западу от Питербюрена, в поселке Ленс (Leens), находится старинное поместье Верхилдерсум (Verhildersum). Здесь хранится собрание мебели XIX века. Вокруг поместья разбит небольшой парк со скульптурными изваяниями и беседкой.

## Галерея

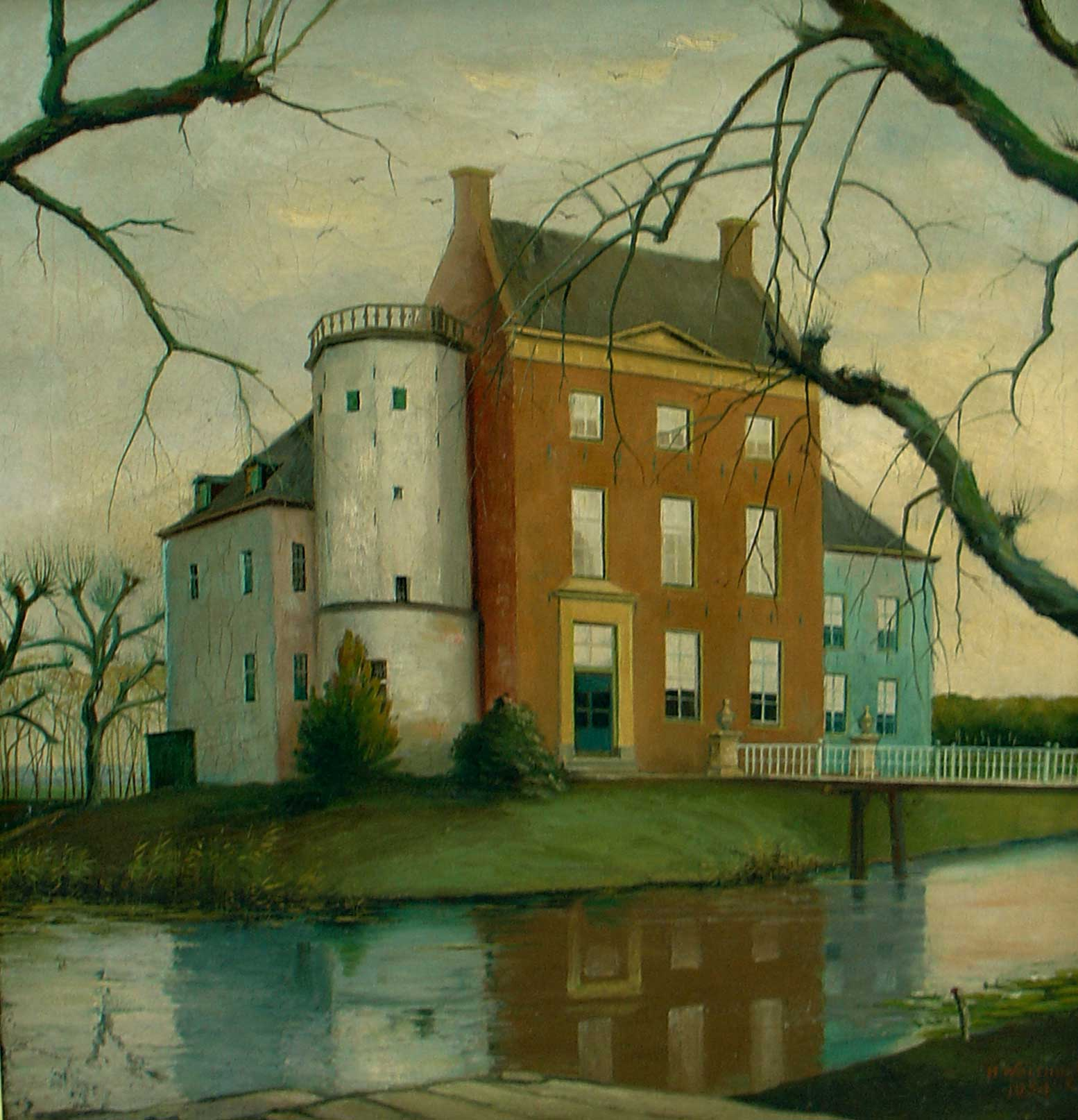
Несохранившийся замок в Питербюрене
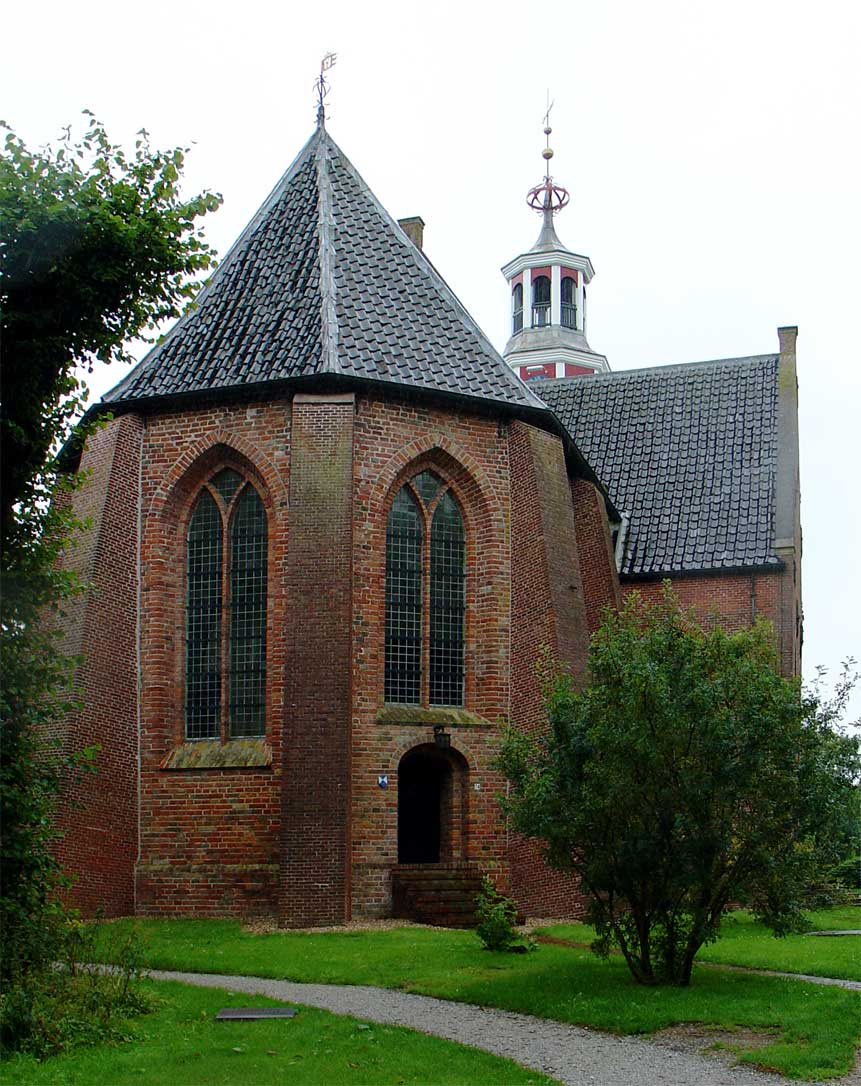
церковь Святого Петра (2007)
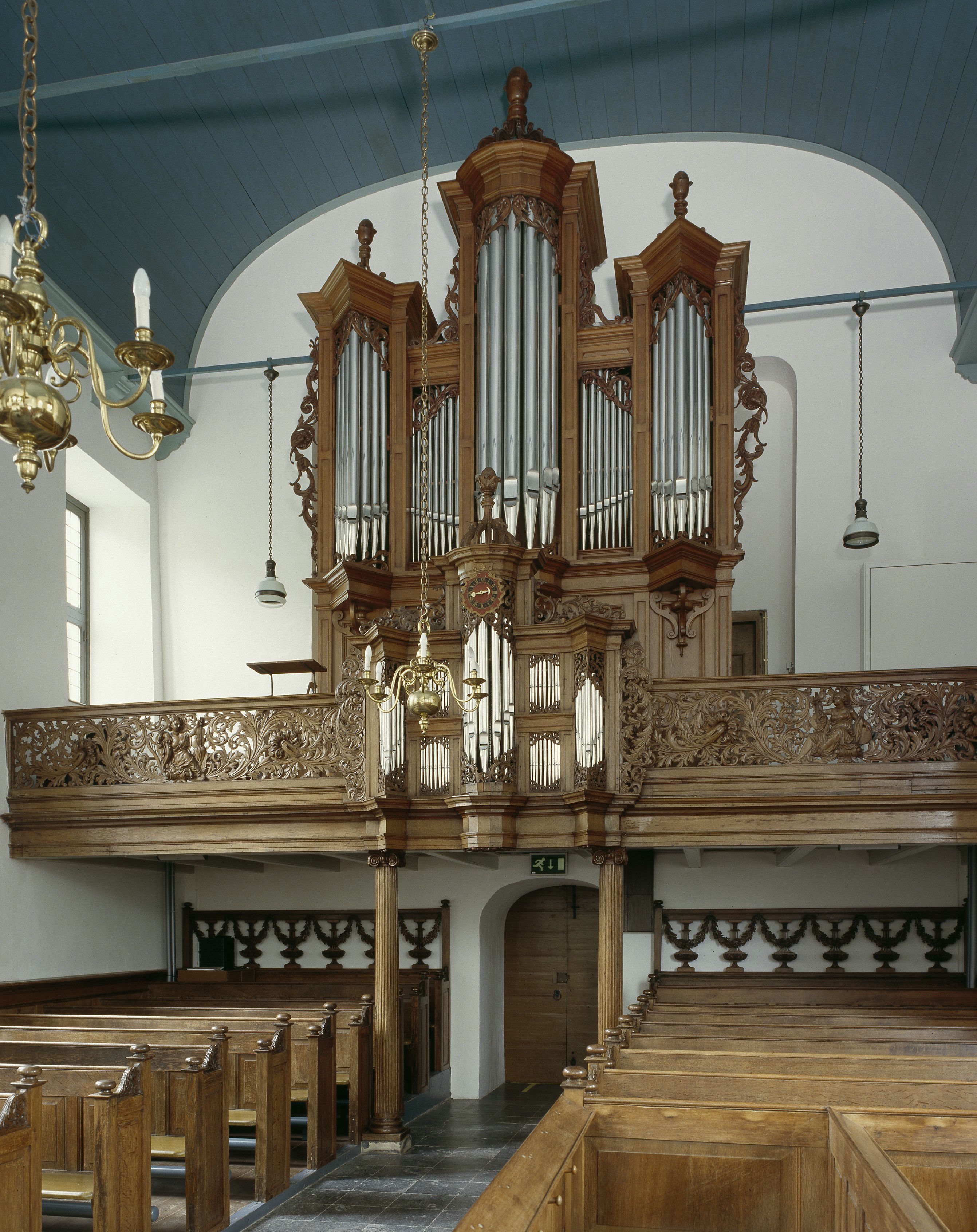
Орган в церкви Святого Петра
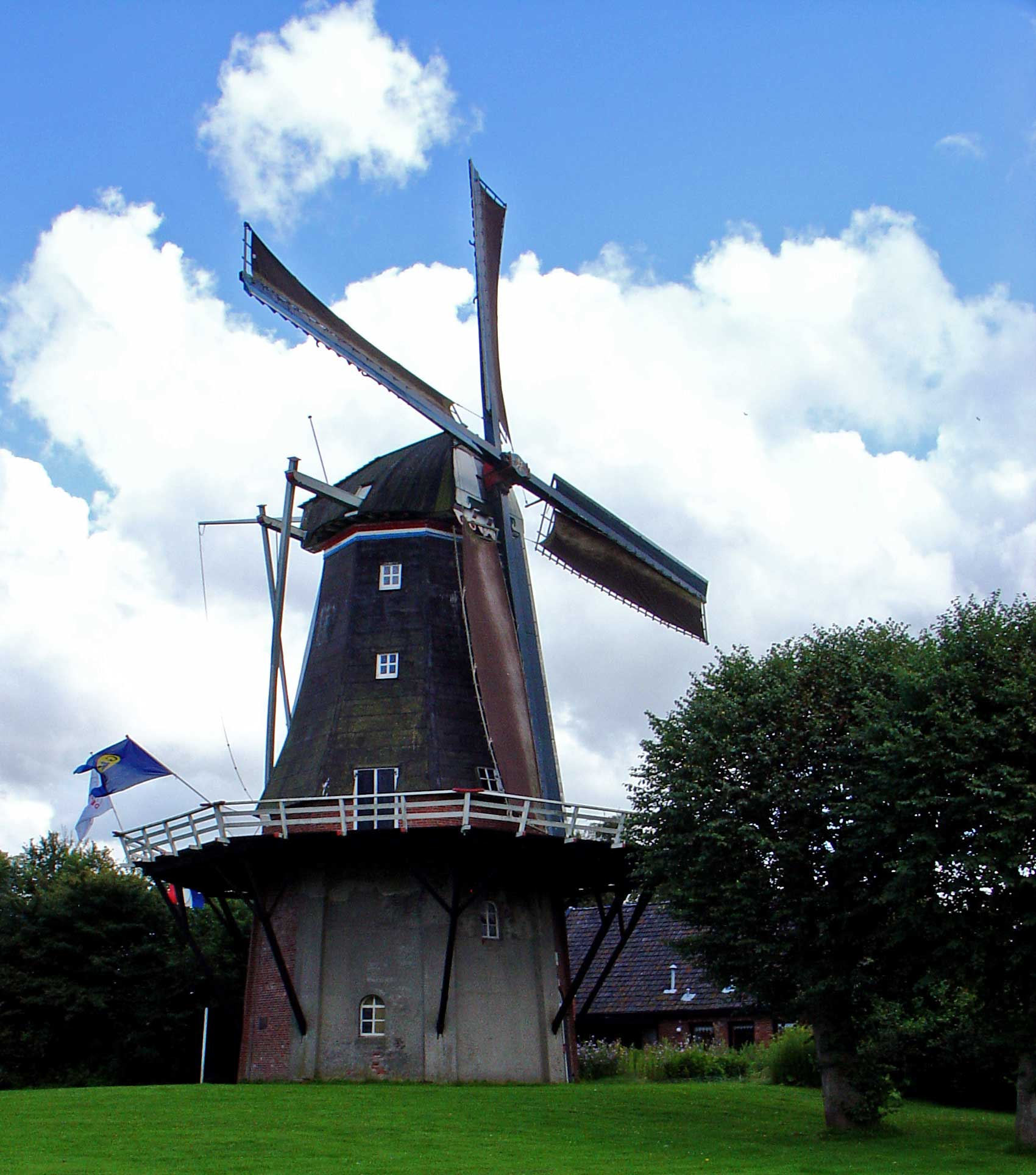
Ветряная мельница De Vier Winden («Четыре ветра»)
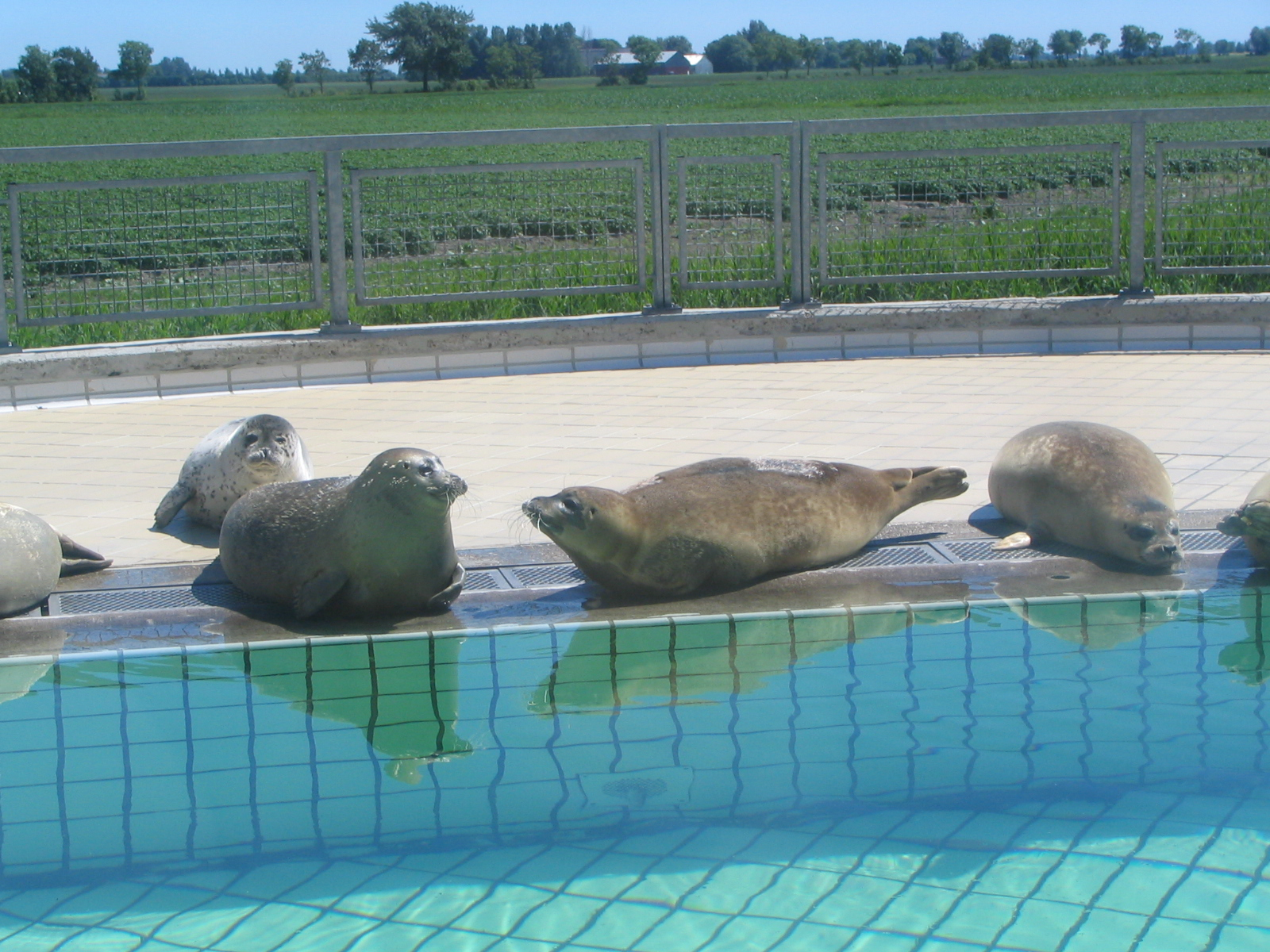
Тюлений питомник (zeehondencreche)